# Hiéroglyphe égyptien B4
Le hiéroglyphe égyptien B4 (femme accouchant et trois peaux de renard) est classifiée dans la section B « La Femme et ses occupations » de la liste de Gardiner ; cet hiéroglyphe y est noté B4.

## Représentation
| B3 |

| B3 |

représentant une femme à genou, écartant le bras droit et bras gauche pendant ou aussi écarté,
| F31 |

| F31 |

représentant trois peaux de renard nouées ensemble.

## Utilisation
| B3 |

| B3 |

il a donc les mêmes usages.
| ms | s | B4 |

| ms | s | B4 |

créer (de dieu), produire (cultures), faire, fabriquer, façonner ».
C'est un déterminatif des mots apparentés.
| A3 |

| A3 |